# Adult Swim
Adult Swim (стилизирано като [adult swim]) (свободно преведено на български като „Възрастно плуване“) е нощен телевизионен блок, който замества Cartoon Network през нощта, собственост на Търнър Броудкастинг Систъм и поделение на Тайм Уорнър. Ефирното време е между 20:00 и 6:00 в САЩ. Блокът излъчва предавания за възрастни, предимно анимации. Стартира на 2 септември 2001, а от 28 март 2005 г. е считан като отделен канал от Cartoon Network. Въпреки това Adult Swim остава част от отдела на Cartoon Network. Cartoon Network държи правата на продукциите на Adult Swim. Освен собствени продукции, Adult Swim излъчва и анимации за възрастни от Fox като Семейният тип, Американски татко!, The Cleveland Show и King of the Hill.

## История
Още в ранните си години Cartoon Network излъчва програми насочени към възрастни, започвайки с нецензурирани класически анимации в късната вечер. През 1994 г. стартира Space Ghost Coast to Coast, който е първият оригинален сериал на канала, насочен към възрастни. През декември 2000 г. Cartoon Network тайно излъчва нови анимации за възрастни рано сутринта без реклама, а в програмата са отбелязани като „Специална програма“. Те стават част от програмата на Adult Swim след пускането му на 2 септември 2001 г.